# Samira Rafaela
Samira Rafaela (Zoetermeer, 11 februari 1989) is een Nederlandse politica. Van 2 juli 2019 tot 16 juli 2024 was zij lid van het Europees Parlement. Rafaela was lid van Democraten 66 (D66) en van de Jonge Democraten. 

## Leven en werk
Rafaela groeide op bij haar Joodse Nederlands-Curaçaose moeder in Uitgeest. Haar vader was van Ghanees-Nigeriaanse afkomst en was praktiserend moslim. Zij beschouwt zichzelf als een progressieve, liberale feministische moslima.
Ze doorliep het Bonhoeffer College in Castricum en studeerde bestuurskunde aan de Universiteit Leiden. Zij deed onderzoek naar de oorzaken van radicalisering en terrorisme en behaalde een master in Crisis and Security Management. Zij werkte als beleidsmaker en bestuursadviseur voor de gemeente Amsterdam. In 2016 stapte ze over naar de Politie Nederland, waar zij optrad als projectleider inclusie. Als sociaal ondernemer werkte ze in Afrika met jong talent en als internationaal trainer en spreker op het gebied van participatie van vrouwen, leiderschap, veiligheid en inclusie.

## Politieke loopbaan
Rafaela werd politiek actief omdat ze sociale ongelijkheid wilde aanpakken en zich wilde verzetten tegen de opkomst van het extreemrechtse populisme. Bij de Jonge Democraten was ze belast met de portefeuille diversiteit en participatie. In 2012 werd ze lid van D66 en in 2019 stond ze op de derde plaats op de D66-lijst voor de Europese parlementsverkiezingen. Onder de deelnemende partijen in Nederland was zij de enige Caraïbisch-Nederlandse kandidaat en ze voerde ook als de enige kandidaat campagne onder de kiesgerechtigden in Aruba, Curaçao, Sint Maarten en de BES-eilanden. Dit resulteerde in het binnenhalen van bijna 55% van de stemmen op de BES-eilanden en wel 75% op Curaçao. Hoewel D66 zakte van vier naar twee zetels, kreeg zij voldoende voorkeurstemmen (32.510) voor een zetel in het Europees Parlement. Na haar installatie op 2 juli 2019 was zij de eerste Nederlandse Europarlementariër met een Afro-Caraïbische achtergrond.
In 2019 hield Rafaela de prestigieuze Martin Luther King-lezing aan de Vrije Universiteit Amsterdam, waarin zij sprak over de rol van activisten en politici in de samenleving. Zij stelde dat politici die verandering willen bewerkstelligen, ook een beetje de mindset van een activist zouden moeten aannemen. In 2020 won ze de Harper's Bazaar Women of the Year International Award 2020. Ook werd ze dat jaar door Politico uitgeroepen tot een van de 20 MEPs to Watch in 2020, waarmee zij werd gezien als een symbool van een nieuwe koers op het gebied van handel binnen het Europees Parlement. In 2023 ontving zij de Changemaker Award van Rise and Lead Women.
In 2024 werd Rafaela genomineerd voor de shortlist van de Youth Champion of the Mandate Awards vanwege haar inzet voor het bestrijden van ongelijkheid, het bevorderen van duurzaam handelsbeleid en het stimuleren van een inclusieve arbeidsmarkt. In datzelfde jaar werd zij opgenomen in de lijst van de 100 politiek meest invloedrijke leden van het Europees Parlement, uit een totaal van 705 leden. Daarnaast werd ze opgenomen in de top 20 voor sociaal beleid en de top 20 voor handel als een van de meest invloedrijke Europarlementariërs gedurende de zittingsperiode 2019-2024. Ze behaalde bovendien de hoogste score onder de Nederlandse leden van het Europees Parlement in de zittingsperiode 2019-2024, dankzij haar sterke prestaties als rapporteur.
In het Europees Parlement was Rafaela lid van de Commissie Internationale Handel en Vrouwenrechten en Gendergelijkheid. Zij was ook plaatsvervangend lid van de Commissie Werkgelegenheid en Sociale Zaken en de subcommissie Mensenrechten. Ze was Rapporteur voor de nieuwe loontransparantiewet die tot doel heeft de genderloonkloof in de Europese Unie te dichten. Zij was ook Rapporteur voor de nieuwe wet tegen dwangarbeid waarmee producten worden verbannen van de EU-markt die gemaakt zijn met dwangarbeid. En ze was Rapporteur voor de Corporate Sustainability and Due Diligence Directive (CS3D) in de Commissie Werkgelegenheid en Sociale Zaken. Daarnaast was ze rapporteur voor het handelsakkoord tussen de EU en Chili, waarin het eerste Gender and Trade-hoofdstuk van de EU werd opgenomen.
Op 3 mei 2022 leverde een interne D66-commissie een rapport op naar aanleiding van klachten van drie voormalige medewerkers van Rafaela over "intimidatie, machtsmisbruik, pestgedrag en bedreiging"; de commissie beoordeelde de klachten als gegrond. Een interne geschillencommissie oordeelde in augustus van dat jaar dat het onderzoek onzorgvuldig was en de waarschuwing onterecht, maar het bestuur van D66 trok de waarschuwing tegen Rafaela niet in. De waarschuwing bleek enkel een informele waarschuwing te zijn. Na het vertrek op 16 juni 2023 van Sophie in 't Veld uit de partij, werd Rafaela delegatieleider van D66 in het Europees Parlement.
Voor de Europese parlementsverkiezingen van 6 juni 2024 stelde ze zich verkiesbaar als lijsttrekker. De leden van D66 kozen niet voor Rafaela maar voor Gerben-Jan Gerbrandy. Rafaela schreef in een bericht op X (voorheen Twitter) dat ze haar kandidaatstelling had willen doorzetten, maar dat Gerbrandy een nieuw en eigen team wilde samenstellen. Ze verliet het Europees Parlement op 15 juli 2024, en was met ingang van 10 juli 2024 geen D66-lid meer.

## Vrouwenrechten en gezondheid
In 2022 riep Rafaela, samen met andere leden van het Europees Parlement, de Europese Commissie op om meer aandacht te besteden aan gendergelijkheid binnen de EU-gezondheidsstrategie. In 2023 sprak zij publiekelijk over haar persoonlijke ervaringen met menstruatiegezondheid en vleesbomen, waarmee zij het belang benadrukte van meer bewustwording onder vrouwen en binnen de medische gemeenschap. In 2024 lanceerde zij haar initiatief Let’s Talk About Our Bodies en bood zij een manifest aan voormalig EU-commissaris Helena Dalli aan, waarin zij pleitte voor meer onderzoek en ontwikkeling op het gebied van vrouwengezondheid.

## Europe naar de straat
In 2023 lanceerde Rafaela haar project Europa naar de straat, dat als doel had de Europese politiek dichter bij de burgers te brengen.

## Loopbaan na vertrek uit het Europees Parlement
In 2023 ontving Samira Rafaela een positief advies van een interne adviescommissie van D66, waarin onder anderen partijprominent Sigrid Kaag zitting had, nu VN Senior Coördinator Humanitaire Hulp en Wederopbouw in Gaza. De commissie adviseerde Rafaela zich kandidaat te stellen als lijsttrekker voor D66 bij de Europese verkiezingen van 2024. Zij verloor uiteindelijk de interne verkiezing na vier stemrondes, waarbij zij 41,5% van de stemmen behaalde. Op 21 december 2023 maakte zij bekend zich niet verkiesbaar te stellen voor de Europese verkiezingen van 2024. Haar termijn eindigde op 15 juli 2024.
Sinds juni 2024 is Rafaela gastonderzoeker bij het Global Labor Institute aan de Cornell-universiteit in New York, waar zij zich bezighoudt met het onderwerp mondiale arbeidsgovernance.